# Горска бекасина
Горска бекасина (Gallinago megala) е вид птица от семейство Бекасови (Scolopacidae).

## Разпространение и местообитание
Разпространен е в Австралия, Бруней, Гуам, Източен Тимор, Индия, Индонезия, Казахстан, Китай, Малайзия, Мианмар, Микронезия, Монголия, Палау, Папуа Нова Гвинея, Русия, Северна Корея, Северни Мариански острови, Сингапур, Тайланд, Филипините, Хонконг, Шри Ланка, Южна Корея и Япония.